# 2015 год в авиации
Список событий в авиации в 2015 году.

## События
- 15 января — начало эксплуатации Airbus A350 XWB.
- 7 мая — первый полёт Ан-178.
- 30 сентября — начало операции ВКС РФ в Сирии.
- 25 декабря — первый полёт российского двухместного спортивно-пилотажного и учебно-тренировочного самолёта СР-10.

### Катастрофы
- 17 января — при выполнении захода на посадку потерпел катастрофу самолёт Ан-26 сирийских ВВС. Погибли все находящиеся на борту 37 человек (по другим данным, 35 погибших)[1][2].
- 20 января — катастрофа самолёта Ан-2 компании «Казахмыс» в Шуском районе Жамбылской области Казахстана. На борту находились четверо сотрудников компании «Казахмыс» и трое членов экипажа. Погибли все члены экипажа и трое пассажиров[3].
- 26 января — истребитель General Dynamics F-16 Fighting Falcon, принадлежащий греческим ВВС, разбился на ВПП авиабазы Лос-Льянос[англ.] в городе Альбасете, Испания. 11 человек погибли, в том числе 9 человек на земле[4].
- 29 января — самолет Canadair CL-601 Challenger, перевозивший наркотики из Колумбии, был сбит ВВС Венесуэлы и упал в территориальных водах Арубы. 3 человека погибли[5].
- 4 февраля — на Тайване недалеко от столицы Тайбэй потерпел крушение самолёт ATR 72-600 авиакомпании TransAsia. Из 58 находившихся на борту 43 человека погибли, 15 пострадали[6]
- 11 февраля — на расстоянии 7 км от взлётно-посадочной полосы аэродрома Мариновка в Волгоградской области потерпел катастрофу фронтовой бомбардировщик Су-24МР[7]. Оба члена экипажа погибли.
- 9 марта — катастрофа двух вертолётов в провинции Ла-Риоха (Аргентина).
- 10 марта — авиационная катастрофа вертолёта Sikorsky UH-60 Black Hawk Национальной гвардии сухопутных войск США[8], произошедшая в штате Флорида[9]. Все 11 американских военнослужащих погибли[10].
- 14 марта — катастрофа вертолёта Ми-171 в Сербии[11].
- 24 марта — на юге Франции разбился пассажирский самолёт A320. Погибли все 150 человек[12].
- 30 июня — самолёт Lockheed C-130 Hercules индонезийской армии разбился сразу после взлёта с авиабазы Сувондо[англ.] близ города Медан в провинции Северная Суматра (Индонезия). На борту находился 121 человек: 12 членов экипажа и 109 пассажиров (в основном военные и их семьи)[13]. Из находившихся на борту самолёта никто не выжил[14][15]. Также погибло 22 человека на земле[16].
- 6 июля
  - Бомбардировщик Су-24М разбился в Хабаровском крае. Оба пилота погибли[17].
  - Штурмовик Су-25 ВВС Ирака случайно сбросил бомбу на жилой квартал Багдада. Погибли 12 человек[18].
- 7 июля — в небе неподалёку от Чарльстона (США) столкнулись истребитель F-16 и частный самолёт Cessna 150. Пилот истребителя катапультировался, два пилота Cessna погибли[19].
- 27 октября — совершил свой первый полёт тяжёлый военно-транспортный вертолёт Sikorsky CH-53K King Stallion.
- 31 октября — в результате теракта самолёт Airbus A321 российской авиакомпании «Когалымавиа» разбился в Египте над Синайским полуостровом. Все 224 человека, находившихся на борту, погибли[20].